# Ligne 76 (Infrabel)
La ligne 76 était une ligne ferroviaire belge du réseau de la Société nationale des chemins de fer belges (SNCB) qui reliait les villes d'Adinkerke et de Poperinge. Longue de 34 kilomètres, elle comportait une voie unique à écartement standard.
Créée en 1915 par l'armée belge lors de la Première Guerre mondiale, elle est fermée et démontée sur ordre de l'occupant Allemand en 1942, pendant la Seconde Guerre mondiale. Hors-service depuis, il ne reste que quelques rares traces de cette ancienne ligne.

## Historique

### Chronologie
- 1915, création par l'armée belge[1]
- 30 septembre 1920, ouverture de l'exploitation civile par l'administration des chemins de fer de l'État-belge[1]
- 1942, démontage de la voie, sur ordre de l'armée d'occupation Allemande[1]

### Histoire
En 1915, lors de la Première Guerre mondiale l'armée belge construit une ligne ferroviaire d'Adinkerke à Poperinge, notamment pour les transports de troupes et la logistique du Front de l'Yser. Elle comportait des embranchements de lignes militaires de l'armée française.
Après la fin du conflit, l'Administration des chemins de fer de l'État-belge reprend la ligne et l'ouvre à l'exploitation pour un trafic voyageurs le 30 septembre 1920. La Société nationale des chemins de fer belges (SNCB), qui a pris la suite de l'administration lors de sa création en 1926, l'ouvre au trafic marchandises vers 1930. En 1932 la SNCB qui a décidé de ne pas remettre en état le pont sur l'Yser, morcelle la ligne en deux sections : d'Adinkerke à Beveren et de Roesbrugge  à Poperinge. En 1934 elle ferme le trafic voyageurs.
Au début de la Seconde Guerre mondiale le trafic marchandises est suspendu et en 1942 l'armée Allemande donne l'ordre de démonter la voie ferrée.

## Infrastructure

### Ligne
Dénommée Ligne 76 sur le réseau de la SNCB, c'était une ligne à voie unique à écartement standard, elle est hors service.

### Gares
Liste des gares de la ligne avec leur point kilométrique : Adinkerke (La Panne) (0,0), Houthem - Wulveringem (7,9), Leisele - Izenberge (10,6), Beveren - Stavele (15,6), Roesbrugge (20,4), Proven (22,1), Poperinge (34,0).

### Ouvrages d'art
La ligne comportait notamment trois ponts : 
- Pont sur le Canal Nieuport-Dunkerque, détruit il ne subsiste que les culées[2]
- Pont sur le Canal de la Colme détruit il ne subsiste que les culées[2]
- Pont sur l'Yser